# Jutta Stöck
Jutta Bettina Stöck, seit 1970 verheiratete Hertel (* 29. September 1941 in Müncheberg), ist eine ehemalige deutsche Leichtathletin und Olympiateilnehmerin, die – für die Bundesrepublik startend – in den 1960er Jahren als Sprinterin erfolgreich war. Sie gewann 1966 und 1969 bei Europameisterschaften die Silbermedaille mit der 4-mal-100-Meter-Staffel der Bundesrepublik. Sie ist die Tochter von Gerhard Stöck, dem Olympiasieger im Speerwurf 1936.
Ihre Bestzeiten liegen bei 11,5 s über 100 Meter und 23,25 s über 200 Meter. Am 17. und am 18. Oktober 1968 lief sie in Mexiko-Stadt mit 23,3 und 23,2 s deutsche Rekorde der Bundesrepublik über 200 Meter (zugleich gesamtdeutsche Bestleistung).
Jutta Stöck gehörte zunächst dem Sportverein Hamburger SV an, später dem OSC Berlin. In ihrer Wettkampfzeit war sie 1,78 m groß und 65 kg schwer.

## Deutsche Meisterschaften
100 m
- 1963: Dritte (hinter Gudrun Lenze und Renate Bronnsack)
- 1966: Zweite (hinter Hannelore Trabert und vor Karin Frisch)

200 m:
- 1968: Zweite (hinter Rita Jahn und vor Marianne Bollig)

80 m Hürden:
- 1962: Dritte (hinter Erika Fisch und Ingrid Schlundt)
- 1963: Dritte (hinter Erika Fisch und Inge Schell)

4 × 100 m:
- 1964: Dritte (Hamburger SV)
- 1966: Meisterin (HSV) (mit Karin Schneider, Helga Henning und Gerda Paetow)
- 1967: Meisterin (OSC Berlin) (mit Gabriele Großeketter, Hannelore Trabert und Marlies Fünfstück)
- 1968: Meisterin (OSC Berlin) (mit Renate Meyer, Gabriele Großeketter und Hannelore Trabert)
- 1969: Dritte (OSC Berlin)

Hallensprint:
- 1967: Zweite

Hallen Sprintstaffel:
- 1965: Zweite (HSV)
- 1967: Meisterin (OSC Berlin)

Hürdensprint (Halle):
- 1962: Dritte

Anmerkung: Damals waren die Längen der Laufbahnen in den Hallen noch nicht gleich und schwanken deshalb.

## Europameisterschaften
1966 Budapest:
- Silber über 4 × 100 m (Team: Renate Meyer, Hannelore Trabert, Karin Frisch, Jutta Stöck) in 44,5 s hinter Polen mit 44,4 s und vor der UdSSR in 44,6 s
- Über 100 m wurde sie Siebte in 11,9 s (1. Ewa Kłobukowska in 11,5 s)

1969 Athen:
- Silber über 4 × 100 m (Team: Bärbel Hähnle, Jutta Stöck, Rita Jahn, Ingrid Becker) in 44,09 s hinter der DDR mit 43,63 s und vor Großbritannien mit 44,39 s

## Olympische Spiele
1968 Mexiko-Stadt:
- Achte über 200 m in der deutschen Rekordzeit von 23,2 s (1. Irena Szewińska 22,5 s)
- Sechste mit der 4 × 100-m-Staffel in 43,6 s (Team: Meyer, Stöck, Jahn, Becker)